# Festiwal Filmowy w Sarajewie
Festiwal Filmowy w Sarajewie (bośn., chorw.: Sarajevo Film Festival) – festiwal filmowy odbywający się w Sarajewie w Bośni i Hercegowinie od 1995 roku.